# Ron Copeland
Ronald Wayne „Ron“ Copeland (* 3. Oktober 1946 in Los Angeles, Kalifornien; † 22. Mai 1975 in Walnut, Kalifornien) war ein US-amerikanischer Leichtathlet, der sich auf Hürdenlauf und Sprint spezialisierte, sowie American-Football-Spieler für die Chicago Bears in der National Football League (NFL).
1967 gewann er bei den Panamerikanischen Spielen in Winnipeg Gold in der 4-mal-100-Meter-Staffel und bei der Universiade in Tokio Silber über 110 m Hürden.
1966 wurde er für die University of California, Los Angeles startend NCAA-Meister über 120 Yards Hürden. Seine Bestzeit in dieser Disziplin von 13,5 s stellte er am 20. Mai 1967 in Eugene auf. Er wurde von Jim Bush trainiert.
Copeland spielte als Wide Receiver auch Football für die UCLA Bruins sowie in der Saison 1969 in sechs Spielen für die Chicago Bears in der National Football League (NFL).
Er starb 1975 im Alter von 28 Jahren, während er als Trainer am Mt. San Antonio College im kalifornischen Walnut arbeitete, bei einem Sprint an einem Herzinfarkt.